# Karin Kadenbach

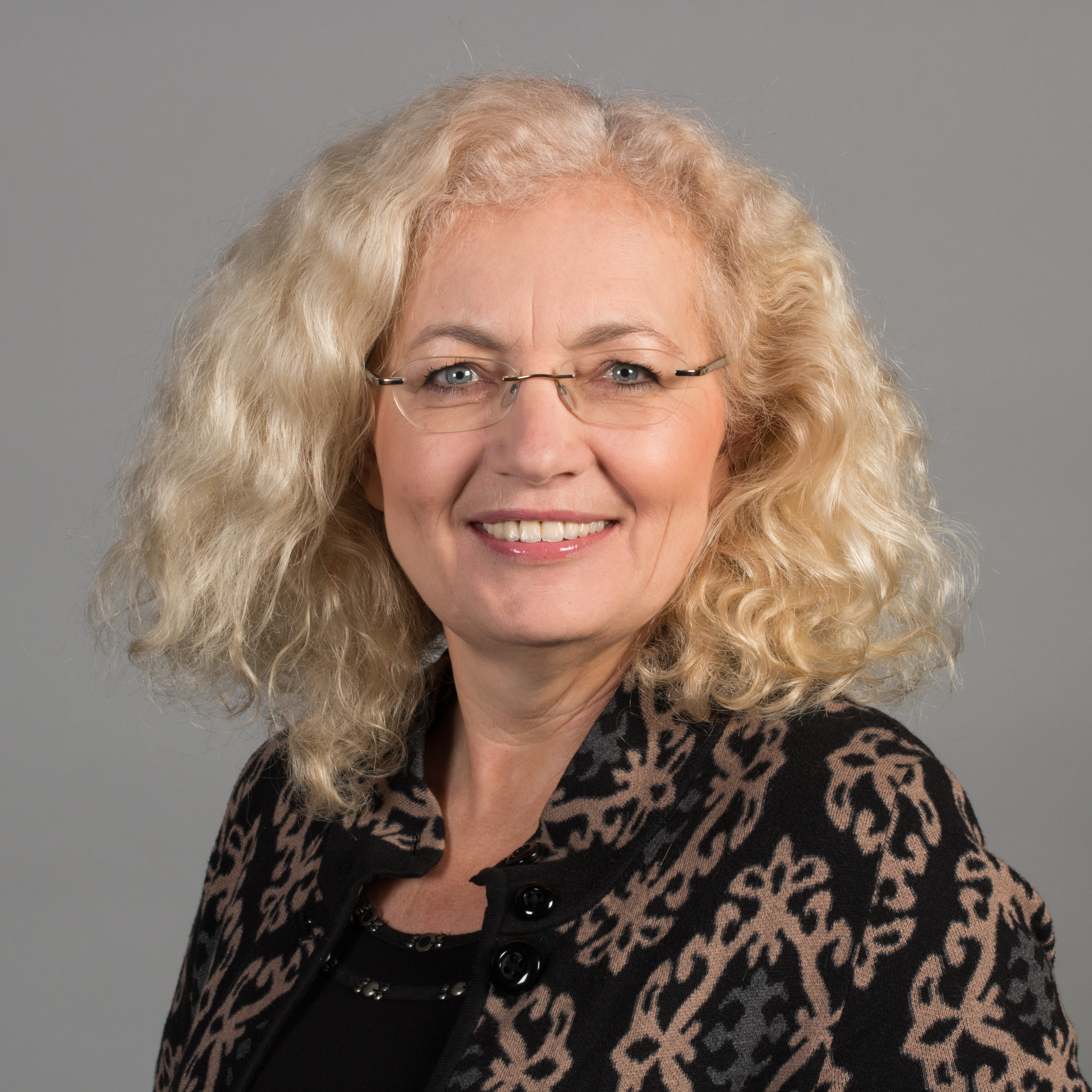
Karin Kadenbach 2014

Karin Kadenbach (* 19. April 1958 in Wien) ist eine österreichische Politikerin der SPÖ und war von Juli 2009 (7. Wahlperiode) bis 2019 Abgeordnete im Europäischen Parlament.

## Leben

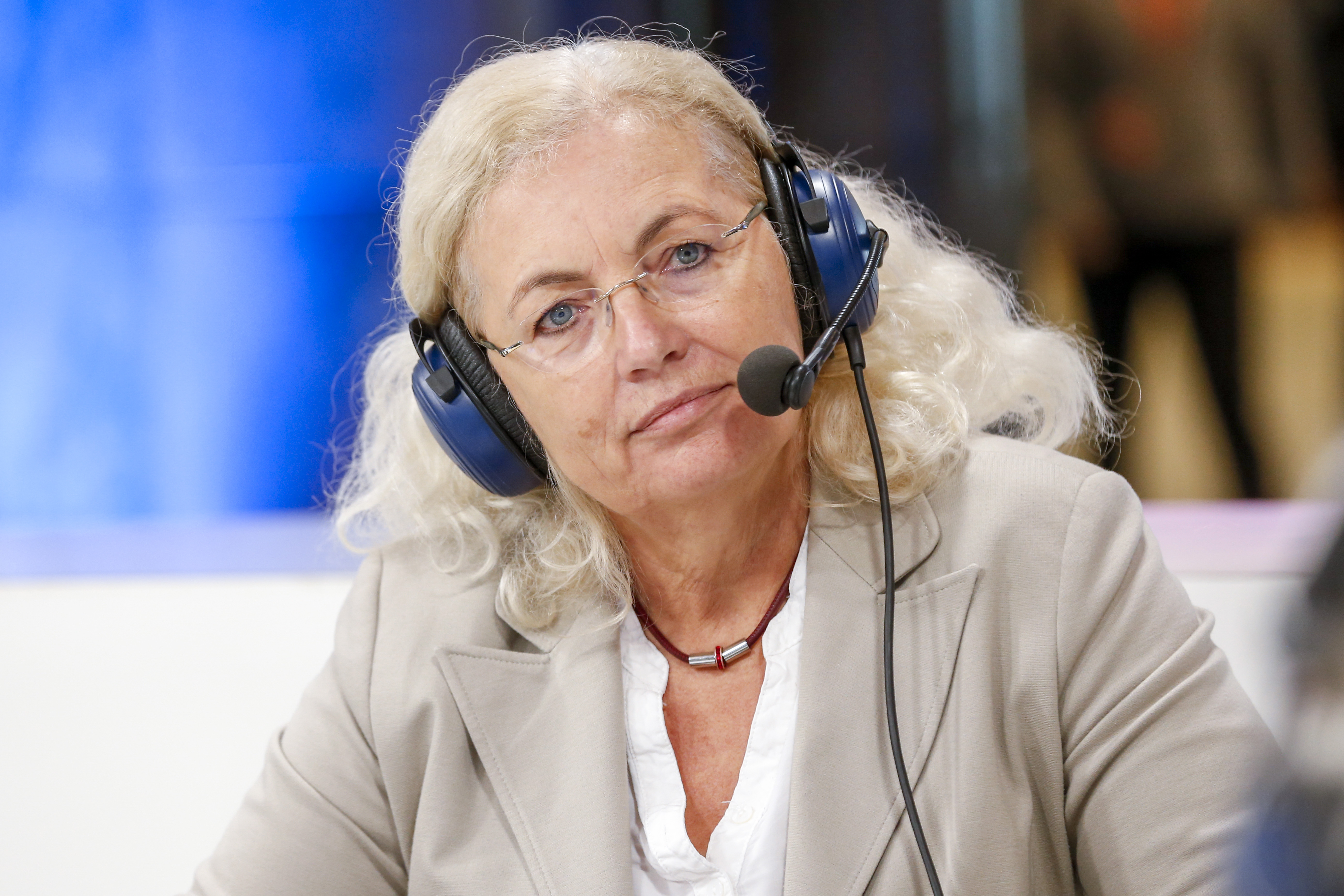
Karin Kadenbach (2017)

Karin Kadenbach besuchte in Wien die Volksschule und das Neusprachliche Gymnasium. Durch ein Stipendium des Austauschprogrammes für Interkulturelles Lernen konnte sie für ein Schuljahr (1974–1975) die Elmira Free Academy in New York (USA) besuchen, wo sie auch das American High-School Diploma erhielt. Nach der Matura absolvierte Karin Kadenbach den Hochschullehrgang für Werbung und Verkauf an der Wirtschaftsuniversität Wien und erhielt den Berufstitel „Akademisch geprüfter Werbekaufmann“. 
Ab 1976 war sie in der Werbeagentur J. Walter Thompson zuerst als Mitarbeiterin und ab 1980 als Kontaktassistentin beschäftigt. 
Karin Kadenbach hat fünf Kinder und lebt in Brüssel und in Niederösterreich. 

## Politische Laufbahn
Nach der Kindererziehungszeit zwischen 1985 und 1994 war Karin Kadenbach Landesfrauensekretärin der SPÖ Niederösterreich. Bereits einige Jahre davor, 1990, wurde sie Mitglied des Gemeinderates in ihrer neuen Heimat Großmugl in Niederösterreich. 
1999 wurde sie Landesgeschäftsführerin der SPÖ Niederösterreich und drei Jahre später, ab April 2001, auch Abgeordnete zum niederösterreichischen Landtag. Knapp sechs Jahre später wurde Karin Kadenbach Landesrätin für Gesundheit und Naturschutz. Nach der Landtagswahl 2008 kehrte sie als Abgeordnete zum niederösterreichischen Landtag zurück. 
2009 kandidierte sie als Abgeordnete zum Europäischen Parlament und wurde am 14. Juli desselben Jahres angelobt. Sie gehörte seitdem der Fraktion der Progressiven Allianz der Sozialisten & Demokraten (S&D) an. Nach der Europawahl in Österreich 2019 schied sie aus dem Europäischen Parlament aus.

## Arbeitsschwerpunkte im europäischen Parlament

### Achte Wahlperiode (2014–2019)
In der 8. Wahlperiode wurde Karin Kadenbach erneut Mitglied im Ausschuss für Umweltfragen, öffentliche Gesundheit und Lebensmittelsicherheit (ENVI) sowie stellvertretendes Mitglied im Ausschuss für Landwirtschaft und ländliche Entwicklung (AGRI) und im Haushaltskontrollausschuss (CONT). 
Sie ist des Weiteren noch Vizepräsidentin in der Delegation für die Beziehungen zu Japan und Mitglied in der Delegation für die Beziehungen zur Koreanischen Halbinsel. Darüber hinaus setzt sich Karin Kadenbach als Vizepräsidentin der Animal Welfare Group, einer Interessensgruppe von Abgeordneten, für den Schutz von Haus- und Nutztieren ein. Sie ist ebenso Mitglied in der LGTBI Interessensgruppe, welche sich für die Gleichberechtigung für alle Menschen, unabhängig von Geschlecht, Identität oder sexueller Orientierung einsetzt. 
Seit Jänner 2016 ist Kadenbach Vollmitglied des Untersuchungsausschusses zu Emissionsmessungen in der Automobilindustrie. Dieser Ausschuss soll mutmaßliche Verstöße gegen europäisches Recht im Zusammenhang mit Abgasmessungen in der Automobilindustrie sowie die Rolle der europäischen Kommission und der nationalen Prüfstellen prüfen.
Seit November 2015 ist Karin Kadenbach Berichterstatterin des Parlaments zur Verordnung des europäischen Parlaments und des Rates über amtliche Kontrollen und andere amtliche Tätigkeiten zur Gewährleistung der Anwendung des Lebens- und Futtermittelrechts und der Vorschriften über Tiergesundheit und Tierschutz, Pflanzengesundheit, Pflanzenvermehrungsmaterial und Pflanzenschutzmittel. 
Des Weiteren war sie auch Schattenberichterstatterin bei der Halbzeitüberprüfung der europäischen Biodiversität Strategie, welche den Erhalt der biologischen Vielfalt in den europäischen Mitgliedsstaaten sichern soll. 

### Siebente Wahlperiode (2009–2014)
In der siebenten Wahlperiode war Karin Kadenbach Mitglied im Ausschuss für Umweltfragen, öffentliche Gesundheit und Lebensmittelsicherheit (ENVI). Als stellvertretendes Mitglied war sie im Ausschuss für regionale Entwicklung (REGI), im Ausschuss für Landwirtschaft und ländliche Entwicklung (AGRI) tätig. Außerdem war sie in der Delegation für die Beziehungen zu den Ländern Südasiens und in der Delegation für die Beziehungen zu den Vereinigten Staaten aktiv.
Im Oktober 2013 war sie Berichterstatterin zum Thema Öko Innovationen – Arbeitsplätze und Wachstum durch Umweltpolitik. Dabei wurden allgemeine Strategien für die Schaffung von nachhaltigem Wirtschaftswachstum und damit verbunden eine Steigerung der Arbeitsplatzanzahl festgelegt. 
Zusätzlich war Karin Kadenbach bei 37 Initiativen Schattenberichterstatterin. 